# 龍造寺信昭
龍造寺 信昭（りゅうぞうじ のぶあき）は、安土桃山時代から江戸時代前期にかけての武士。須古鍋島家2代当主。肥前国佐賀藩の家老。

## 略歴
永禄9年（1566年）、須古鍋島家初代当主・龍造寺信周の次男として誕生。後に松浦盛の養子となる。長兄が文禄の役で戦死したために、養子縁組を辞して、須古龍造寺の名跡を継ぐ。
龍造寺高房没後、龍造寺氏から鍋島勝茂への政権移譲を支持し、佐賀藩の家老として支えた。慶長・元和年間の二度にわたり佐賀本藩に領地の一部を委譲した（三部上地）。寛永3年（1626年）、隠居し子・茂周が跡を継ぐ。
寛永19年（1642年）、死去。